# 大塚ガリバー
大塚 ガリバー（おおつか ガリバー、生年非公表2月3日 - 2024年2月）は、日本のシンガーソングライター、音楽プロデューサー。

## 概要
1983年から1984年にかけて放送されたテレビドラマ『青が散る』に、ミュージシャンを目指す大学生役で出演してデビューし、挿入歌「人間の駱駝（ひとのらくだ）」（作詞：宮本輝、秋元康、作曲：長渕剛）を歌ったことで知られる。以降は音楽活動に専念し、シンガーソングライター、音楽プロデューサーとして活動した。特に、柳葉敏郎とは12年間に渡り、楽曲提供、音楽プロデュースをおこなう関係にあった。
晩年は、食道癌、咽頭癌を患って闘病生活を送った。愛犬家であった。

## ディスコグラフィ

### シングル
- 人間の駱駝（ひとのらくだ） / 瓦礫色のかげろう - 1983年
- さよならだけの終止符 / I Am A Boy - 1984年

## 主なテレビ出演
- 青が散る（1983年 - 1984年、TBS） - ガリバー（中華店の息子役）役